# アンドレ・スピール

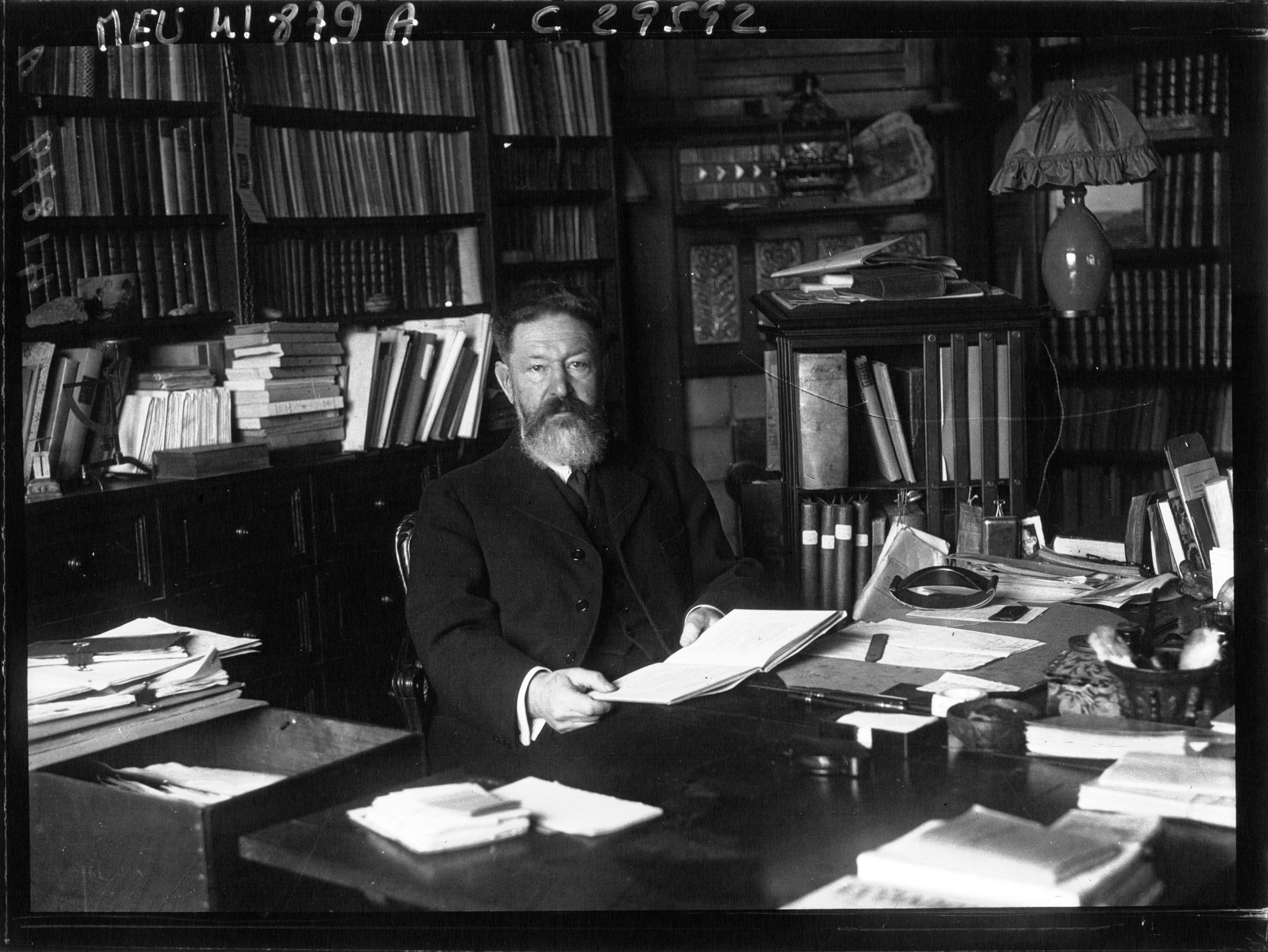
アンドレ・スピール

アンドレ・スピール（André Spire, 1868年7月28日　ナンシー - 1966年　パリ）はフランスの弁護士、ジャーナリスト・作家（詩、小説）。

## 人物
ユダヤ人労働者のための民衆大学を創設し、またフランスにおける近代政治シオニズムの代表者である。
プロレタリア階級意識とユダヤ教的神秘主義が、叙情的詩の基調をなしている。
第二次大戦中は、反ナチスの運動に関わり、「作家国民戦線」の副議長をつとめた。

## 反ユダヤ主義に気付く
行政訴訟の最高裁判所に当たる「国務院」で働くことを目指していたが、合格後、スピールを含むユダヤ系の二人だけは食事会に呼ばれなかった。このことから、反ユダヤ主義と、自らのアイデンティティに気付いた。
また1894年のドレフュス事件により、社会的使命に目覚めることになった。
1898年、労働者の権利を守る「民衆大学」を設立した。
また第一次世界大戦後、フランスにおける近代政治シオニズムの代表者となった。

## 作品

### 詩
- La Cité présente, 1903 ;
- Et vous riez !, 1905 ;
- Et j'ai voulu la paix !, 1916 ;
- Poèmes juifs, 1919　「ユダヤ人の詩篇」;
- Le secret, 1919
- Samaël, 1921 ;
- Fournisseurs, 1924
- Poèmes de Loire, 1929　「ロワール詩篇」
- Poèmes d'ici et de là-bas, 1944 ;
- Poèmes d'hier et d'aujourd'hui, 1953 ;
- Poèmes juifs, 1959.

### 散文
- Israel Zangwill, 1909 ;
- Les Juifs et la guerre, 1917 ;
- Le Sionisme, 1918　「シオニズム」;
- Quelques Juifs et demi-Juifs, 1928 - ユダヤ人社会の研究書;
- Plaisir poétique et plaisir musculaire, 1944.